# Guerra creek
La guerra creek (1813–1814), nota anche come guerra dei Bastoni Rossi o guerra civile creek, iniziò come una guerra civile nella nazione Creek (Muscogee). L'esercito degli Stati Uniti ne fu coinvolto ed attaccò i Creek presenti nell'attuale Alabama meridionale nella battaglia di Burnt Corn. Stati Uniti e Gran Bretagna stavano combattendo la guerra anglo-americana e "sia britannici sia Bastoni Rossi videro nell'altro un alleato. I britannici rifornivano i Bastoni Rossi di per farsi aiutare a sconfiggere gli Stati Uniti d'America ed i loro alleati Creek".
La guerra finì quando Andrew Jackson al comando di milizie statali, Bassi Creek e Cherokee sconfisse i Bastoni Rossi a Horseshoe Bend. Il risultato fu il trattato di Fort Jackson (agosto 1814) in cui Jackson insistette per far vendere ai Creek oltre 85000 km² di terra nella Georgia meridionale ed in Alabama centrale. Le terre furono prese sia dai Bassi che dagli Alti Creek.
Gli storici inseriscono spesso questo conflitto all'interno della guerra anglo-americana.

## Contesto storico
Dopo l'11 dicembre 1811 si ebbero quattro grossi terremoti stimati del 7º grado della scala Richter che scossero le terre Creek ed il Midwest. Le scosse furono avvertite in un'area di 130 000 km². Nonostante l'interpretazione fu diversa da tribù a tribù, tutti i nativi concordavano sul fatto che la violenza della scossa significava qualcosa. Giunse in un momento i cui i nativi sudorientali erano pressati dall'invasione europeo-americana e le divisioni interne stavano diventando critiche.
Un gruppo di giovani delle città degli Alti Creek, noti come "Bastoni Rossi", cercarono di tornare in modo aggressivo alla loro società, al loro stile di vita tradizionale ed alla loro religione. I capi dei Bastoni Rossi come William Weatherford (Aquila Rossa), Peter McQueen e Menawa, alleati degli inglesi, si scontrarono con altri capi della nazione Creek riguardo all'invasione europea delle terre Creek. Prima dell'inizio della guerra civile Creek i Bastoni Rossi, in generale molto giovani, avevano tentato di tenere segrete le loro attività ai capi anziani.
Prima della guerra civile, scoppiata nel febbraio 1813, il capo Shawnee Tecumseh giunse a sudest per incoraggiare i vari popoli ad unirsi al suo tentativi di cacciare gli statunitensi dai territori indiani. Aveva unito le tribù del nordovest (Ohio e territori legati) per combattere i coloni americani dopo la guerra d'indipendenza americana. Molti degli Alti Creek furono influenzati dalle profezie del fratello Tenskwatawa, ripetute dal loro capo spirituale, che prevedevano lo sterminio degli europei americani. Peter McQueen di Talisi (oggi Tallassee), Josiah Francis (Hilis Hadjo) di Autaga, una città Coushatta e Testa Alta Jim (Cusseta Tustunnuggee) e Paddy Walsh entrambi degli Alabama furono tra i capi spirituali che risposero alle preoccupazioni degli Alti Creek.
In particolare i Bastoni Rossi resistettero ai programmi di civilizzazione gestiti dall'agente indiano Benjamin Hawkins, il quale aveva forti alleanze con i Bassi Creek. Questi ultimi erano pressati dai coloni europeo-americani dell'attuale Georgia. I Bassi Creek erano stati convinti a vendere la terra che usavano come riserva di caccia nel 1790, nel 1802 e nel 1805, dato che i coloni avevano rovinato la caccia. I Creek iniziarono ad adottare l'agricoltura statunitense quando sparì il bestiame selvatico. Tra i capi delle città dei Bassi Creek dell'attuale Georgia vi furono Re Coda d'Uccello (Fushatchie Mico) di Cussetta, Piccolo Principe (Tustunnuggee Hopoi) di Broken Arrow e William McIntosh (Tunstunuggee Hutkee, Guerriero Bianco) di Coweta.
Nel febbraio 1813 un piccolo gruppo di guerrieri Bastoni Rossi guidato da Piccolo Guerriero stava tornando da Detroit dove avevano ucciso due famiglie di coloni lungo il fiume Ohio. Hawkins chiese che i Creek consegnassero Piccolo Guerriero e i suoi sei compagni. I vecchi capi, soprattutto Grande Guerriero, decisero di giustiziare loro stessi i responsabili. La decisione fu la scintilla che fece scoppiare la guerra civile tra i Creek. Quella primavera i guerrieri del gruppo del profeta iniziarono ad attaccare le proprietà dei nemici, bruciando le piantagioni e uccidendo il bestiame.
Il primo scontro tra Bastoni Rossi e Stati Uniti d'America avvenne il 21 luglio 1813. Un gruppo di milizie bloccarono un gruppo di Bastoni Rossi di ritorno dalla Florida spagnola dove avevano acquistato armi dal governatore spagnolo di Pensacola. I Bastoni Rossi fuggirono ed i soldati saccheggiarono quello che trovarono. Vedendo il saccheggio americano, i Creek si raggrupparono, attaccarono e sconfissero gli americani. La battaglia di Burnt Corn, come divenne noto lo scontro, coinvolse gli Stati Uniti nella guerra civile Creek.
I capi Alti Creek Peter McQueen e William Weatherford guidarono un attacco a Fort Mims, a nord di Mobile, il 30 agosto 1813. L'obiettivo dei Bastoni Rossi era quello di colpire i Creek di sangue misto dell'insediamento Tensaw che si erano rifugiati nel forte. I guerrieri attaccarono la fortezza ed uccisero in tutto tra i 400 ed i 500 abitanti, comprese donne, bambini e numerosi coloni bianchi. L'attacco divenne famoso come massacro di Fort Mims. Un importante capo, Weatherford, fu considerato responsabile dagli Stati Uniti, anche se secondo alcuni resoconti aveva cercato di fermare l'uccisione.
In seguito i Bastoni Rossi attaccarono altre fortezze tra cui Fort Sinquefield. Scoppiò il panico tra i coloni della frontiera sudorientale e chiesero un intervento al governatore statunitense. Le forze federali erano occupate a combattere i britannici e le tribù settentrionali guidate dal capo Shawnee Tecumseh. Gli stati sudorientali organizzarono una milizia per gestire la minaccia

## Forze opposte
Dopo Burnt Corn il Segretario alla Guerra John Armstrong fece sapere al generale Thomas Pinckney, comandante del 6º distretto militare, che gli Stati Uniti stavano preparando un'azione nei confronti dei Creek. Inoltre, se si fosse scoperto che la Spagna sosteneva i Creek, si sarebbe dovuto attaccare anche Pensacola. La Georgia iniziò i preparativi per la creazione di una linea di fortificazioni lungo il fiume Chattahoochee, l'attuale confine tra Alabama e Georgia. Queste opere avrebbero protetto la frontiera mentre gli uomini preparavano un'offensiva.
Il generale di brigata Ferdinand Claiborne, comandante della milizia del territorio del Mississippi, era interessato alla debolezza del suo settore sul confine occidentale del territorio Creek e chiese attacchi preventivi. Il maggior generale Thomas Flournoy, comandante del 7º distretto militare, rifiutò la richiesta con l'intenzione di preparare una strategia difensiva. Nel frattempo i coloni della regione trovarono rifugio nelle fortezze.
La legislatura del Tennessee autorizzò il governatore Willie Blount a reclutare 5000 milizie per tre mesi. Blount assegnò 2500 uomini del Tennessee occidentale al colonnello Andrew Jackson per "respingere un'imminente invasione ... e per aiutare il ... territorio del Mississippi". Convocò anche 2500 uomini del Tennessee orientale assegnandoli al maggior generale William Cocke. Jackson e Cocke non furono pronti a muoversi prima dell'inizio di ottobre.
Oltre alle azioni dei singoli stati, l'agente indiano Benjamin Hawkins organizzò le città Creek amiche sotto al maggiore William McIntosh, un capo indiano, per aiutare le milizie di Georgia e Tennessee contro i Bastoni Rossi. Su richiesta del capo agente federale Return Jonathan Meigs (chiamato Aquila Bianca dagli indiani per il colore dei capelli), i Cherokee si unirono agli americani nella lotta contro i Bastoni Rossi. Sotto il comando di capo Major Ridge 200 Cherokee combatterono con la milizia del Tennessee ed il colonnello Andrew Jackson.
Gli Alti Creek rappresentavano circa i due terzi della nazione Creek. Le loro città si trovavano lungo i fiumi Alabama, Coosa e Tallapoosa nel cuore dell'Alabama. I Bassi Creek erano insediati lungo il fiume Chattahoochee. Molti Creek cercarono di restare amici degli Stati Uniti d'America, ma dopo Fort Mims pochi americani del sudest distinguevano tra amici e nemici Creek.
Al loro culmine i Bastoni Rossi contavano 4000 guerrieri, con forse 1000 moschetti. Non erano mai stati coinvolti in grandi guerre, non solo contro gli statunitensi. All'inizio della guerra il generale Cocke notò che le frecce "formano la grossa parte dell'esercito nemico i guerra, ogni uomo ha un arco e un fascio di frecce, usate dopo aver fatto fuoco la prima volta finché non avessero avuto tempo di ricaricare le armi".
Holy Ground (Econochaca), situata alla congiunzione dei fiumi Alabama e Coosa, era il cuore della confederazione dei Bastoni Rossi. Si trovava a circa 240 km dal più vicino punto di rifornimento militare statunitense. La più semplice rotta d'attacco passava dalla Georgia attraverso la linea di fortificazioni alla frontiera per poi proseguire lungo una buona strada che portava alla città degli Alti Creek nei pressi di Holy Ground, compresa la vicina Hickory Ground. Un altro tragitto passava a nord da Mobile lungo il fiume Alabama. La più difficoltosa linea di avanzamento di Jackson fu a sud dal Tennessee attraverso le montagne ed un terreno non battuto.

### Milizia del Tennessee
Nonostante un obiettivo di Jackson fosse la sconfitta dei Creek, il principale era raggiungere Pensacola. Il piano di Jackson era di muovere verso sud, costruire strade, distruggere le città degli Alti Creek e procedere verso Mobile per poter attaccare la spagnola Pensacola. Aveva due problemi: la logistica e i pochi uomini arruolati. Quando Jackson iniziò l'avanzata il fiume Tennessee era basso, rendendo difficile il trasporto delle scorte, e c'era poco foraggio per i cavalli.
Jackson partì da Fayetteville (Tennessee) il 7 ottobre 1813. Si unì alla cavalleria a Huntsville ed attraversò il Tennessee fondando Fort Deposit. Da qui marciò fino al Coosa costruendovi la base di Fort Strother. I primi successi di Jackson, le battaglie di Tallushatchee e Talladega, avvennero a novembre.
Dopo Talladega Jackson fu colpito dalla carenza di scorte e dai problemi disciplinari causati dall'arruolamento a breve termine. Cocke con 2500 milizie del Tennessee orientale scese in campo il 12 ottobre. La sua rotta fu da Knoxville a Chattanooga e poi lungo il Coosa verso Fort Strother. A causa della rivalità tra le milizie del Tennessee orientale ed occidentale, Cocke non aveva fretta di raggiungere Jackson, in particolare dopo aver fatto arrabbiare Jackson per aver attaccato per sbaglio un villaggio amico il 17 novembre. Quando infine raggiunse Fort Strother il 12 dicembre, alle milizie del Tennessee orientale restavano soli 10 giorni di servizio. Jackson non aveva altra scelta che congedarli. Inoltre John Coffee, tornato in Tennessee per riarruolarsi, scrisse a Jackson che la cavalleria aveva disertato. Alla fine del 1813 Jackson aveva a disposizione un singolo reggimento i cui componenti si sarebbero congedati a metà gennaio.
Nonostante il governatore Blount avesse ordinato il reclutamento di altri 2500 soldati, Jackson non fu a pieno organico fino alla fine di febbraio. Quando un gruppo di 900 reclute giunse inaspettatamente il 14 gennaio, Jackson aveva una squadra di 103 persone e Coffee era stato "abbandonato dai propri uomini".
A causa dei nuovi arruolamenti di soli 60 giorni, Jackson decise di ottenere il massimo dalla sua forza. Partì da Fort Strother il 17 gennaio e marciò verso il villaggio di Emuckfaw per cooperare con la milizia della Georgia. Si trattava di una decisione rischiosa. Era una lunga marcia su un terreno difficile e contro una forza superiore, gli uomini erano inesperti, indisciplinati ed insubordinati, ed una sconfitta avrebbe allungato la guerra. Dopo due battaglie poco importanti a Emuckfaw e Enotachopo Jackson fece ritorno a Fort Strother e non ripartì prima di metà marzo.
L'arrivo del 39º fanteria il 6 febbraio 1814 fornì a Jackson un nucleo disciplinato che portò il totale a 5000 uomini. Dopo che il governatore Blount ebbe ordinato una seconda leva di milizia del Tennessee, Cocke con 2000 uomini arruolati per sei mesi riprese la marcia da Knoxville a Fort Strother. Gli uomini di Cocke si ammutinarono quando seppero che gli uomini di Jackson sarebbero stati impegnati per soli tre mesi. Cocke cercò di farli ragionare, ma Jackson fraintese la situazione ed ordinò a Cocke di arrestarli. La milizia del Tennessee orientale giunse a Fort Strother senza ulteriori commenti sul termine del loro servizio. Cocke fu poi dimissionato.
Jackson passò il mese successivo costruendo strade ed addestrando gli uomini. A metà marzo partì verso i Bastoni Rossi concentrati sul fiume Tallapoosa a Tohopeka (Horseshoe Bend). Si spostò inizialmente a sud lungo il Coosa, per circa metà della distanza che lo divideva dai Creek, e fondò un nuovo avamposto a Fort Williams. Vi lasciò una nuova guarnigione e ripartì per Tohopeka con 3000 uomini e 600 alleati Cherokee e Bassi Creek. La battaglia di Horseshoe Bend, svoltasi il 27 marzo, fu un successo per Jackson e pose definitivamente fine alla resistenza dei Bastoni Rossi.

### Milizia della Georgia
Lo Stato della Georgia aveva una milizia di forse 30 000 uomini. Il 6º distretto militare dello United States Army, composto dalla Carolina del Nord e del Sud e dalla ne aveva forse 2000 regolari. All'inizio il generale Pinckney, comandante del distretto, avrebbe potuto organizzare un attacco che avrebbe posto fine alla guerra Creek nel 1813. Questi sforzi però non furono mai pronti ed efficaci quanto sarebbe stato necessario.
A fine novembre il generale John Floyd con 950 milizie e 300–400 Creek amici attraversò il Chattahoochee dirigendosi a Holy Ground. Il 29 novembre attaccò il villaggio di Auttose scacciando i Creek da un'ottima postazione. Dopo la battaglia il generale Floyd fu gravemente ferito e si ritirò al Chattahoochee. Floyd perse 11 uomini e 54 furono feriti. Stimò che 200 Creek erano morti nello scontro.
A metà gennaio Floyd partì da Fort Mitchell con 1300 milizie e 400 Creek, avanzando verso il villaggio di Tuckaubatchee per unirsi con Jackson. Il 29 gennaio, sette giorni dopo Emuckfaw, i Creek attaccarono il suo campo fortificato sul Calibee Creek. Nonostante i georgiani avessero respinto l'assalto, Floyd e le sue milizie considerarono la battaglia una sconfitta e si ritirarono a Fort Mitchell, abbandonando la linea delle fortificazioni costruite durante l'avanzata. Floyd subì tra i 's 17 ed i 22 morti e tra i 132 ed i 147 feriti, e stimò 37 morti dei Bastoni Rossi. Fu l'ultima operazione offensiva della Georgia in guerra.

### Milizia del Mississippi
Ad ottobre il generale Thomas Flourney organizzò circa 1000 uomini del 3º fanteria, milizie, volontari e indiani Choctaw a Fort Stoddert. Il generale Claiborne ordinò di portarsi alla congiunzione di Alabama e Tombigbee, avanzando da Fort St. Stephen. Non affrontò scontri armati. Quasi contemporaneamente il capitano Sam Dale partì da Fort Madison (nei pressi di Suggsville) dirigendosi a sud fino al fiume Alabama. Il 12 novembre un piccolo gruppo si allontanò per intercettare una canoa di guerra. Dale affrontò da solo sulla canoa quattro guerrieri.
In un punto 140 km a nord di Fort Stoddert, Claiborne fondò Fort Claiborne. Il 23 dicembre incontrò un piccolo gruppo a Holy Ground e ne bruciò 260 case. William Weatherford fu quasi catturato durante questo scontro ma riuscì a fuggire. Un uomo morì e 6 furono feriti, mentre i Creek subirono 30 morti.
A causa della mancanza di rifornimenti Claiborne si ritirò a Fort St. Stephens. Pinckey stimò di aver ucciso 1000 Bastoni Rossi alla fine del 1813.

### Milizia di Carolina del Nord e Carolina del Sud
La brigata del generale Joseph Graham della Carolina del Nord e del Sud (compresa la milizia del colonnello Nash) si dispiegò lungo la frontiera georgiana per affrontare i Bastoni Rossi. La milizia di volontari del colonnello Reuben Nash partì dalla Carolina del Sud alla fine di gennaio 1814. Marciarono fino all'inizio della strada federale ad Augusta, in Georgia, raggiungendo Fort Benjamin Hawkins (nell'attuale Macon, in Georgia) nel tentativo di rinforzare le varie fortezze tra cui Fort Mitchell (nell'attuale Phenix City). I registri del capitano John Wallace (una delle compagnie di Nash) segnalano la compagnia nei pressi di Fort Hawkins il 9 febbraio, nei pressi di Fort Jackson il 13 maggio e nei pressi di Fort Hawkins il 13 luglio. Altre compagnie del reggimento di Nash si trovavano a Fort Mitchell nel luglio 1814. La brigata del generale Graham partecipò a pochi scontri prima di tornare a casa.

## Esito

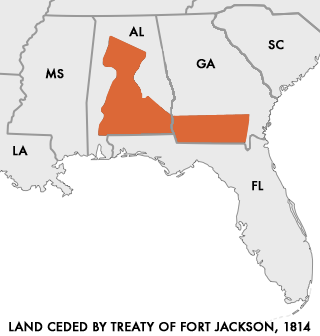
Il territorio arancio è quello ceduto dai Creek ai governo statunitense

Il 9 agosto 1814 Andrew Jackson obbligò i capi di Alti e Bassi Creek a firmare il trattato di Fort Jackson. Nonostante le proteste dei Creek che avevano combattuto con Jackson, la nazione Creek cedette 85 335 km² di terra (metà Alabama e parte della Georgia meridionale) al governo federale degli Stati Uniti d'America. Anche se la guerra Creek su soprattutto una guerra civile, Andrew Jackson non fece differenze tra i propri alleati ed i Bastoni Rossi che combatterono contro di lui. Prese le terre di entrambi per quella che considerava una necessità di sicurezza per gli Stati Uniti. Jackson obbligò i Creek a vendere 7700 km² reclamati come proprio territorio dai Cherokee, anch'essi alleati degli statunitensi durante la guerra Creek.
Con i Bastoni Rossi sottomessi, Jackson spostò l'attenzione sulla regione del golfo nella guerra anglo-americana. Di propria iniziativa invase la Florida spagnola scacciando i britannici da Pensacola. Sconfisse i britannici nella battaglia di New Orleans dell'8 gennaio 1815. Nel 1818 Jackson invase nuovamente la Florida, dove erano fuggiti alcuni Bastoni Rossi, un evento noto come prima guerra Seminole.
Come risultato Jackson divenne una figura nazionale ed il settimo presidente degli Stati Uniti d'America nel 1829. Da presidente Andrew Jackson sostenne l'Indian Removal Act, approvato dal Congresso nel 1830, che autorizzava le negoziazioni di trattati per lo scambio di terra e per il pagamento di rendite annue, e la contemporanea deportazione delle tribù sudorientali nel territorio indiano ad ovest, oltre il Mississippi.